# 와코 CG-4

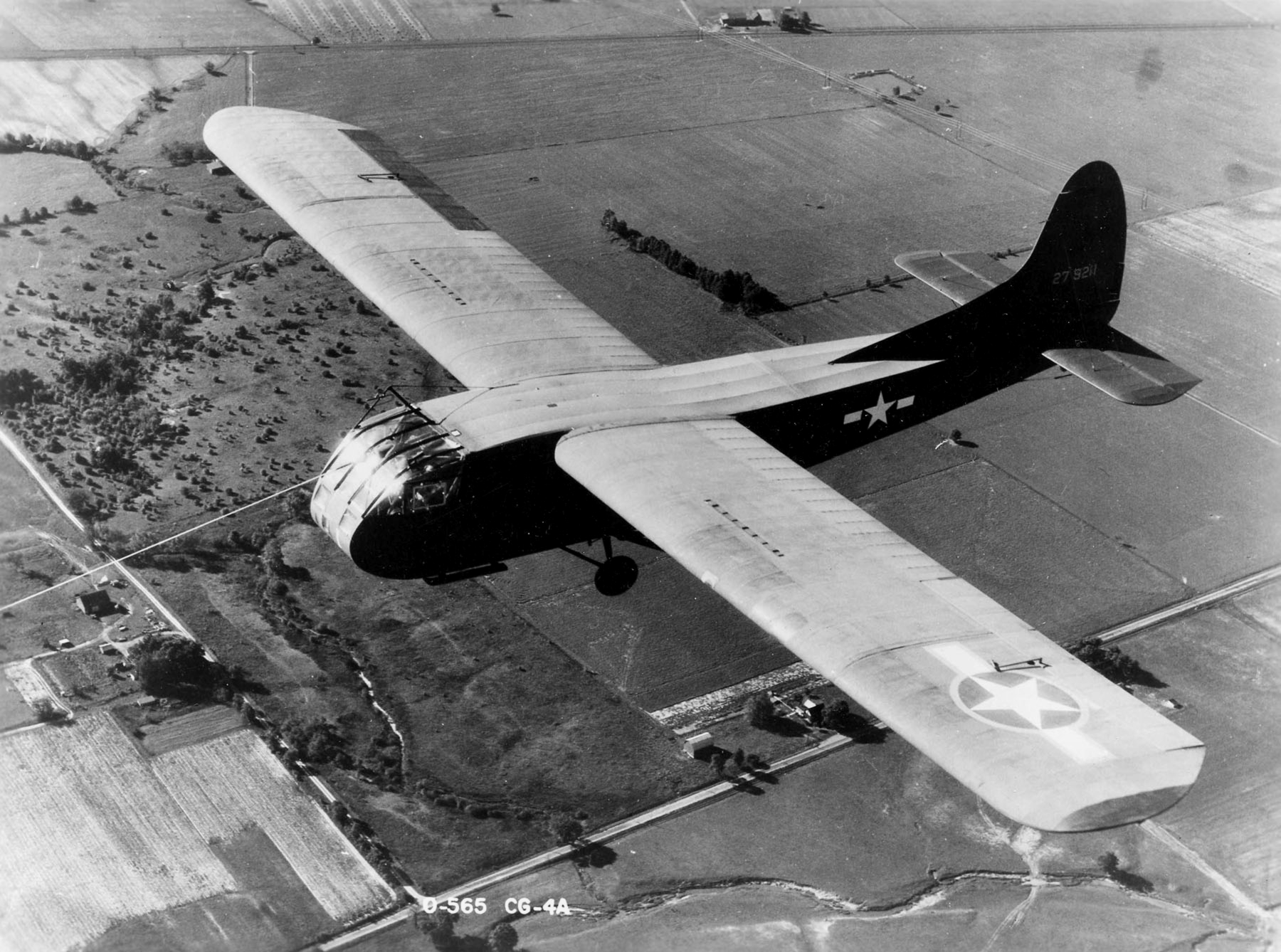

와코 CG-4(Waco CG-4)는 제2차 세계 대전 당시 널리 사용된 병력 수송용 군용 글라이더(표적기)이다. 미국 공군에 의해 CG-4A로 명명되었으며 영국에 의해 로마 황제의 이름을 따서 Hadrian이라는 서비스명이 부여되었다.
이 글라이더는 와코 에어크래프트 컴퍼니에 의해 설계되었다. 1942년 5월 첫 비행을 시작하였다. 13,900대 이상의 CG-4A가 수송되었다.

## 종류
- XCG-4
- CG-4A
- XCG-4B
- XPG-1
- XPG-2
- XPG-2A
- PG-2A
- XPG-2B
- LRW-1
- G-2A
- G-4A
- G-4C
- Hadrian Mk.I
- Hadrian Mk.II

## 운용국
- 캐나다
- 체코슬로바키아
- 영국
- 미국

## 같이 보기
- 와코 CG-15

## 참고 자료
- Fitzsimons, Bernard, ed. "Waco CG-4A." Illustrated Encyclopedia of 20th Century Weapons and Warfare, Volume 11. London: Phoebus, 1978. ISBN 978-0-241-10864-2.